# Odyseja (album)
Album Odyssée – Odyseja to wspólny projekt wrocławskiej grupy Orkiestra Samanta oraz francuskiego zespołu Les Dieses. Premiera płyty miała miejsce na Festiwalu Piosenki Żeglarskiej "Szanty we Wrocławiu" 4 marca 2005 i została przyjęta z dużym zainteresowaniem. Ale współpraca obu zespołów to nie tylko płyta, ale również wspólne koncerty we Francji (dwie trasy koncertowe 2004 i 2006 r.) i w Polsce (2007). Specjalnie przygotowana scenografia, utwory napisane i zaaranżowane na 11 muzyków jednocześnie występujących na scenie, wspólne śpiewanie w języku polskim i francuskim daje ponad dwugodzinny spektakl muzyczny.

## Lista utworów
1. KLIPRY – sł. i muz. Paweł "Alex" Aleksanderek
2. D'OR ET D'AMBRE – sł. Didier Dubreuil, muz. Zito Barrett
3. OCEAN – sł. Paweł "Alex" Aleksanderek, Didier Dubreuil, muz. Didier Dubreuil, Zito Barrett, Michel Fauchon
4. LA ST GLINGLIN – sł. Didier Dubreuil, muz. Zito Barrett
5. PIEŚŃ RYBAKA – sł. Sławek Cygan, muz. Paweł "Alex" Aleksanderek
6. MIGRATEURS – sł. Didier Dubreuil, muz. Zito Barrett
7. FLYING DUTCH – sł. i muz. Paweł "Alex" Aleksanderek
8. LE K – sł. Didier Dubreuil, muz. Zito Barrett
9. DZIEWCZĘTA Z LA ROCHELLE – sł. Paweł "Alex" Aleksanderek, muz. mel. trad.
10. L'AUTRE MONDE – sł. Didier Dubreuil, muz. Zito Barrett
11. WROCŁAWSKI PORT – sł. Paweł "Alex" Aleksanderek, Didier Dubreuil, muz. Zito Barrett
12. VALSE NOIRE – sł. Didier Dubreuil, muz. Zito Barrett

## Realizacja
- Realizacja nagrań: Studio I'Alhambra Cristal Record i Studio ZACHAN we Wrocławiu 2004/2005
- Realizacja dźwięku i miks: Francois Gaucher i Maciej Błachnio
- mastering: Bruno-Top Master i Maciej Błachnio
- Opracowanie graficzne: Didier Dubreuil
- Wydawca: Stowarzyszenie "Nasze Miasto Wrocław"

## Skład zespołu Orkiestra Samanta (Polska)
- Paweł Aleksanderek "Alex": śpiew, gitara
- Radosław Jędraś: perkusja
- Alina Korobczak: skrzypce
- Wojciech "Broda" Orawski: chórki
- Marcin Spera: giatra basowa
- Rafał "Zielak" Zieliński: charango, gitara

## Skład zespołu Les Dieses (Francja)
- Didier Dubreuil: śpiew, gitara
- Zito Barrett: skrzypce, chórki
- Dominique Chanteloup: perkusja, cajon, chórki
- Christophe Buselli: gitara, banjo, mandolina, chórki
- Ancient Debien: bas akustyczny, chórki

Gościnnie w nagraniach wzięli udział: 
- Sławek Cygan – chórki
- Jarema Klich – gitara
- Witek Kulczycki – tin whistle, flet poprzeczny